# Намиа, Люсьен
Люсьен Намиа (фр. Lucienne Nahmias; 24 мая 1911, Париж — 3 июля 1949, Нёйи-сюр-Сен) — французская актриса
, модель, победительница национального конкурса красоты Мисс Франция 1932 и «Мисс Париж» 1931.

## Биография
Дочь барона Поля Намиа, одного из редакторов газеты Le Soir. В 1931 году выиграла конкурс красоты «Мисс Париж» , в том же году участвовала в конкурсе за титул Мисс Франция, но уступила пальму первенства Жанне Жюйя. В том же году начался судебный процесс по поводу признания Жанны Жюйя победительницей конкурса за титул Мисс Франция 1931. Дело в том, что Люсьен Намиа также была признана победительницей, но другим составом жюри. Суд постановил, что конкурс
Мисс Франция 1931 выиграла Жанна Жюйя. В том же году безуспешно участвовала в конкурсе Мисс Вселенная.
В 1932 году Люсьен Намиа всё же стала победительницей конкурса Мисс Франция 1932.
Дальнейшая судьба Люсьен Намиа неизвестна, возможно, она поселилась в США, так как выразила желание переселиться туда в интервью 27 мая 1931 г. в Гавре на борту океанического лайнера Иль де Франс.
Известно, что она вышла замуж в апреле 1940 г. в Париже за Кристиана Кокто, двоюродного брата писателя, поэта и режиссёра Жана Кокто. Умерла 9 лет спустя в возрасте 38 лет. Причины преждевременной смерти неизвестны.